# تپه قور بچو سالیانه
تپه قور بچو سالیانه مربوط به سده‌های میانه دوران‌های تاریخی پس از اسلام است و در شهرستان سلسله، بخش مرکزی، دهستان دو اب، ۱۰۰ متری شمال روستای سالیانه واقع شده و این اثر در تاریخ ۷ اسفند ۱۳۸۶ با شمارهٔ ثبت ۲۱۳۸۲ به‌عنوان یکی از آثار ملی ایران به ثبت رسیده است.